# Grml
Grml – dystrybucja Linuksa oparta na Debianie, możliwa do uruchomienia bezpośrednio z CD-ROMu, USB, Firewire, bez instalacji na twardym dysku (LiveCD).

## Opis
Podczas pracy Grml tworzony jest wirtualny system plików w pamięci RAM. Grml zawiera zbiór oprogramowania GNU/Linux (około 2500 pakietów) specjalnie dla użytkowników narzędzi tekstowych i administratorów systemu. Automatycznie wykrywa sprzęt komputerowy. Po rozpakowanie CD w locie Grml zawiera około 2,1 GB programów i dokumentacji. Istnieje również 64-bitowa wersja GRML.
Zastosowania:
- system ratunkowy,
- analizowanie systemu,
- analizowanie sieci,
- normalne środowisko robocze.